# Live at the Garden
Live at the Garden — музичний документальний фільм рок-гурту Pearl Jam, що вийшов 2003 року.

## Історія створення
Концертний альбом Live at the Garden містив запис виступу рок-гурту Pearl Jam в нью-йоркському Медісон-сквер-гардені 8 липня 2003 року. Це шоу стало останнім з тримісячного турне, присвяченого виходу платівки Riot Act. За три години гурт виконав тридцять пісень, серед яких не тільки власні композиції, але й кавер-версії «Crown of Thorns» Mother Love Bone (рок-гурту, в якому Амент та Ґоссард грали до Pearl Jam) та «Baba O'Riley» The Who. Музиканти також запросили на сцену Бена Гарпера, який грав на слайд-гітарі, а також панк-рокерів з гурту The Buzzcocks. DVD також містив бонусні матеріали, серед яких п'ять відео, знятих на «камеру Метта», декілька пісень, зіграних впродовж турне із запрошеними зірками, а також монтаж з двох концертних виконань пісні «Bu$shleaguer».
Альбом Live at the Garden вийшов 11 листопада 2003 року, одночасно зі збіркою рідкісних записів та бі-сайдів Lost Dogs. Ці дві платівки стали останніми для Pearl Jam на лейблі Epic Records. Вихід супроводжувався потужною маркетинговою кампанією, що окрім стандартної реклами в журналах та на телебаченні передбачала демонстрацію кліпів на внутрішніх авіарейсах Americal Airlines. Одразу після виходу Live at the Garden опинився на другій позиції в американському хіт-параді Billboard Top Music Videos, поступившись лише Coldplay Live 2003.
В рецензії, що вийшла в часописі Billboard, редактори звернули увагу на «беззаперечну магію, яка буяла в приміщенні [Медісон-сквер-гарден] тієї ночі». Виступ став першим для Pearl Jam в Нью-Йорку після терористичного акту 11 вересня 2001 року, а глядачі підспівували гуртові так, немов би знали кожне слово до кожної пісні. На думку оглядача, цей DVD довів, що Pearl Jam був найкращим американським рок-гуртом того часу.

## Список пісень
| #   | Назва                   | Тривалість |
| --- | ----------------------- | ---------- |
| 1.  | «Love Boat Captain»     |            |
| 2.  | «Last Exit»             |            |
| 3.  | «Save You»              |            |
| 4.  | «Green Disease»         |            |
| 5.  | «In My Tree»            |            |
| 6.  | «Cropduster»            |            |
| 7.  | «Even Flow»             |            |
| 8.  | «Gimme Some Truth»      |            |
| 9.  | «I Am Mine»             |            |
| 10. | «Low Light»             |            |
| 11. | «Faithfull»             |            |
| 12. | «Wishlist»              |            |
| 13. | «Lukin»                 |            |
| 14. | «Grievance»             |            |
| 15. | «1/2 Full»              |            |
| 16. | «Black»                 |            |
| 17. | «Spin The Black Circle» |            |
| 18. | «Rearviewmirror»        |            |
| 19. | «You Are»               |            |
| 20. | «Thumbing My Way»       |            |
| 21. | «Daughter»              |            |
| 22. | «Crown Of Thorns»       |            |
| 23. | «Breath»                |            |
| 24. | «Better Man»            |            |
| 25. | «Do The Evolution»      |            |
| 26. | «Crazy Mary»            |            |
| 27. | «Indifference»          |            |
| 28. | «Sonic Reducer»         |            |
| 29. | «Baba O'Riley»          |            |
| 30. | «Yellow Ledbetter»      |            |